# Rôle du Canada lors de la guerre civile américaine
Au temps de la guerre de Sécession, le Canada n'existait pas encore en tant que nation fédérée. À la place, le territoire était constitué des sept colonies restantes de l'Amérique du Nord britannique et du territoire de la couronne administré par la Compagnie de la Baie d'Hudson. Le Royaume-Uni et donc ses colonies étaient officiellement neutres pendant toute la durée de cette guerre.
Malgré cela, les tensions entre les Britanniques et les États de l'Union étaient fortes à cause de plusieurs incidents survenus en mer, notamment l'affaire du Trent et la mise en service du CSS Alabama, navire confédéré construit en 1862 à Birkenhead, en Angleterre. Si le conflit avait subi une escalade, le Canada aurait alors représenté la cible suivante des États de l'Union. Durant la guerre, les Britanniques renforcèrent les effectifs de leurs garnisons au Canada. Par ailleurs, de nombreux Canadiens estimaient que la division des États-Unis, qui diminuerait de par le fait la puissance de leurs voisins, serait une bonne chose.
Au même moment, cependant, les Canadiens étaient en quasi-totalité opposés à l'esclavage, ce dernier ayant été déclaré illégal sur leur territoire depuis 1834 dans une loi du Parlement britannique. D'ailleurs, le Canada fut une terre d'asile pour de nombreux esclaves souhaitant s'extraire de leur condition de servitude (voir le Chemin de fer clandestin). Pour finir, les relations privilégiées tant en termes d'économie que sur un point de vue culturel rapprochèrent le Canada des États de l'Union.

## Activité confédérée au Canada
En raison de sa neutralité et de quelques sympathies pour la cause du Sud, le Canada devint le point de départ de plusieurs opérations confédérées pendant la guerre. En décembre 1863, les  États confédérés capturèrent le navire de l'Union Chesapeake et le ramenèrent au port d'Halifax. Les forces de l'Union lancèrent une opération pour reprendre le bateau dans les eaux territoriales canadiennes et capturèrent deux Néo-Écossais à bord du navire.
L'incident le plus grave fut le raid de St. Albans. Montréal était devenu la résidence d'un groupe de confédérés lançant des opérations militaires et d'espionnage depuis le Canada contre l'Union. En octobre 1864, ils attaquèrent la ville de St. Albans (Vermont) et pillèrent les banques. Ils prirent la fuite, étant poursuivis par les forces du Nord même après avoir passé la frontière, ce qui créa un incident diplomatique. Les canadiens arrêtèrent alors les confédérés, mais les charges qui étaient imputées à ces derniers furent retirées.

## Combattants canadiens
De nombreux canadiens auraient combattu pendant la guerre de Sécession. Il n'y a pas de chiffres précis, mais certaines estimations vont de 40 000 à 100 000 hommes, bien que l'historien Robin Winks a montré qu'il n'existe pas de base solide sur laquelle on pourrait appuyer ces estimations. En revanche, il est certain que plusieurs milliers de canadiens prirent part au combat. Le groupe le plus important était constitué des individus qui avaient émigré aux États-Unis peu de temps avant la guerre. Un nombre significatif de canadiens recherchant un emploi ou l'aventure rejoignirent également le conflit, presque toujours du côté de l'Union. Enfin, quelques canadiens furent également enrôlés contre leur gré par l'armée du Nord.
La majorité des canadiens qui ont combattu durant la guerre civile américaine l'ont fait dans le camp du Nord. Peu d'entre eux le firent dans le camp confédéré. Un exemple existe de ce dernier cas, cependant, George Ellsworth. Il servit en tant que télégraphe pour le général John Hunt Morgan durant le raid Morgan en inondant délibérément les lignes de faux messages à propos de l'endroit où se trouverait le général et en imitant pour ce faire le style unique des télégraphes fédéraux.
Au moins vingt-neuf canadiens d'origine reçurent la médaille d'honneur.

## Implications économiques
La période durant laquelle est survenue la guerre était l'une de ces périodes de forte croissance pour les colonies de l'Amérique du Nord britannique. La guerre généra un énorme marché pour les biens agricoles et manufacturés canadiens, qui allèrent pour la plupart au camp de l'Union. L'effondrement des exportations des États du Sud eut également pour effet d'augmenter la valeur marchande de nombreux produits canadiens.

## Implications politiques
La guerre de sécession eut des répercussions politiques majeures sur les colonies d'Amérique du Nord britannique. Les tensions entre les États-Unis et la Grande-Bretagne, qui atteignirent leur paroxysme durant la guerre, générèrent une forte préoccupation pour la sécurité et l'indépendance de ces colonies et entretient de par le fait la volonté de créer la Confédération canadienne en 1867.
De plus, ce conflit eut également une influence sur les discussions relatives à la nature même de cette confédération émergente. De nombreux pères de la Confédération estimèrent que le sécessionnisme exprimé chez leurs voisins était dû à une trop forte autonomie des états et ainsi optèrent pour une confédération plus centralisée. Il leur était également apparu qu'un excès de démocratie, communément appelé ochlocratie, avait été l'un des facteurs déclencheurs de cette guerre. Par conséquent, le système canadien fut construit selon une position intermédiaire en incluant d'une part un sénat et d'autre part un gouverneur général, ce dernier étant un membre officiel du gouvernement britannique jusqu'à la ratification du Statut de Westminster en 1931. Il n'est donc pas surprenant que l'un des principes fondateurs de la législation qui fut à l'origine de la création du Canada, l'Acte d'Amérique du nord britannique, était « Paix, ordre et bon gouvernement. » Cet état d'esprit demeure un élément capital de l'identité du Canada.